# Ferruccio Achilli
Ferruccio Achilli (Milano, 11 aprile 1925 – Milano, 15 maggio 1990) è stato un calciatore italiano, di ruolo centrocampista.

## Carriera
In gioventù milita nell'Ambrosiana-Inter, che lo presta nel 1941-1942 alla Pirelli; nel dopoguerra gioca quattro stagioni al Lecce e tre al Bari, collezionando 74 presenze e 3 reti in Serie B, di cui 2 col Lecce e una col Bari. Con il Lecce gioca anche due campionati in Serie C, mentre col Bari ne gioca uno in Serie C e uno in IV Serie.

## Statistiche

### Presenze e reti nei club
| Stagione        | Squadra         | Campionato      | Campionato | Campionato | Coppe nazionali | Coppe nazionali | Coppe nazionali | Coppe continentali | Coppe continentali | Coppe continentali | Altre coppe | Altre coppe | Altre coppe | Totale | Totale |
| Stagione        | Squadra         | Comp            | Pres       | Reti       | Comp            | Pres            | Reti            | Comp               | Pres               | Reti               | Comp        | Pres        | Reti        | Pres   | Reti   |
| --------------- | --------------- | --------------- | ---------- | ---------- | --------------- | --------------- | --------------- | ------------------ | ------------------ | ------------------ | ----------- | ----------- | ----------- | ------ | ------ |
| 1947-1948       | Lecce           | B               | 20         | 0          | -               | -               | -               | -                  | -                  | -                  | -           | -           | -           | 20     | 0      |
| 1948-1949       | Lecce           | B               | 30         | 0          | -               | -               | -               | -                  | -                  | -                  | -           | -           | -           | 30     | 0      |
| 1949-1950       | Lecce           | C               | 15         | 2          | -               | -               | -               | -                  | -                  | -                  | -           | -           | -           | 30     | 0      |
| Totale Lecce    | Totale Lecce    | Totale Lecce    | 65         | 2          | -               | -               | -               | -                  | -                  | -                  | -           | -           | -           | 65     | 2      |
| 1950-1951       | Bari            | B               | 24         | 3          | -               | -               | -               | -                  | -                  | -                  | -           | -           | -           | 24     | 3      |
| 1951-1952       | Bari            | C               | 8          | 0          | -               | -               | -               | -                  | -                  | -                  | -           | -           | -           | 8      | 0      |
| 1952-1953       | Bari            | 4S              | 23         | 5          | -               | -               | -               | -                  | -                  | -                  | -           | -           | -           | 23     | 5      |
| Totale Bari     | Totale Bari     | Totale Bari     | 55         | 8          | -               | -               | -               | -                  | -                  | -                  | -           | -           | -           | 55     | 8      |
| 1953-1954       | Lecce           | C               | 6          | 0          | -               | -               | -               | -                  | -                  | -                  | -           | -           | -           | 6      | 0      |
| Totale carriera | Totale carriera | Totale carriera | 120        | 10         | -               | -               | -               | -                  | -                  | -                  | -           | -           | -           | 120    | 10     |